# Agrochola pistacina
Agrochola pistacina là một loài bướm đêm trong họ Noctuidae.